# Пйотр Медіоланський
Пйотр Меді(и)оланський, насправді — Мадалінський (Ма{ґ}даленський, Меде(о)ланський, Медуський, Модуланський) гербу Лариса (пом. між 1434 і 1442) — військовий і державний діяч Королівства Польського, охмістр королівський, підскарбій королівський (1412-1418-?1420), кустош королівської скарбниці (1420).

## Життєпис
Народився Пйотр, очевидно, в останній чверті XIV століття. Спочатку в документах писався «з Янкова» — ймовірно походив з цього села, або з Каліської землі.
Був охмістром королівського двору, здогадно, ще до 1410 року. Входив до найближчого оточення короля Владислава Яґайла. Під час Грюнвальдської битви Пйотр був серед найвизначніших лицарів королівської сторожі — прибічної чи двірської (надвірної) хоругви. Серед інших, це були мазовецький князь Земовит, князь Федір Любартович, підканцлер Міколай Тромба, майбутній краківський єпископ і кардинал Збіґнєв Олешніцький та інші. Про рід «Медіоланських» не знайдено жодної згадки ні до битви, ні після, натомість про сілезький рід Мадалінських гербу Лариса, які переселилися до Каліського князівства, відомо з початку XIII століття, збереглася й пам'ять про Пйотра Мадалінського, який захищав короля під Ґрюнвальдом. Очевидно, що прізвище «Медіоланський» виникло через помилку переписувача документу. Не існує жодного письмового джерела, в якому Пйотр Мадалінський і Пйотр Медіоланський діяли би пліч-о-пліч у королівській сторожі.
Протягом 1412—1418 років він був підскарбієм королівським. Пізніше, виступав без офіційного титулу до 19 лютого 1420 року. 9 серпня 1420 року названий кустошем королівської скарбниці. Як один із найближчих прибічників короля, супроводжував останнього під час його численних поїздок до Литви та Русі
1420 року король відправив Мадалінського до Торуня для отримання від місцевого комтура належних за умовами першого Торунського миру польському монархові 12500 угорських флоринів. 1431 року Ян Длуґош згадує Пйотра серед чотирьох керівників королівського війська під час Луцької війни зі Свидригайлом.
Востаннє Пйотр згадується в документах 1434 року. 1442 року згадується його вдова Катажина. Помер він між цими датами, можливо, ближче до останньої.

## Сім'я
Пйотр Мадалінський був одружений із Катажиною, походження якої невідоме. Подружжя мало щонайменше трьох синів:
- Бартоша;
- Міколая — студента Краківського університету 1457 року, кустоша й каноніка колегіати велюнської 1485 року;
- Сендзівуя — був свідком 1459 року в Велюні, 1463 року сплатив решту боргу за Нєдзєльсько Янові Длуґошу-синові[5].
- можливо, Станіслава — він згадується лише Влодзімєжем Двожачеком[pl]. Імовірно він був сином вищезгаданого Сендзівуя[2].

Катажина після смерті Пйотра, двічі виходила заміж — за Войцеха Бронєвського та Зиґмунта з Ґоздова.

## Маєтності

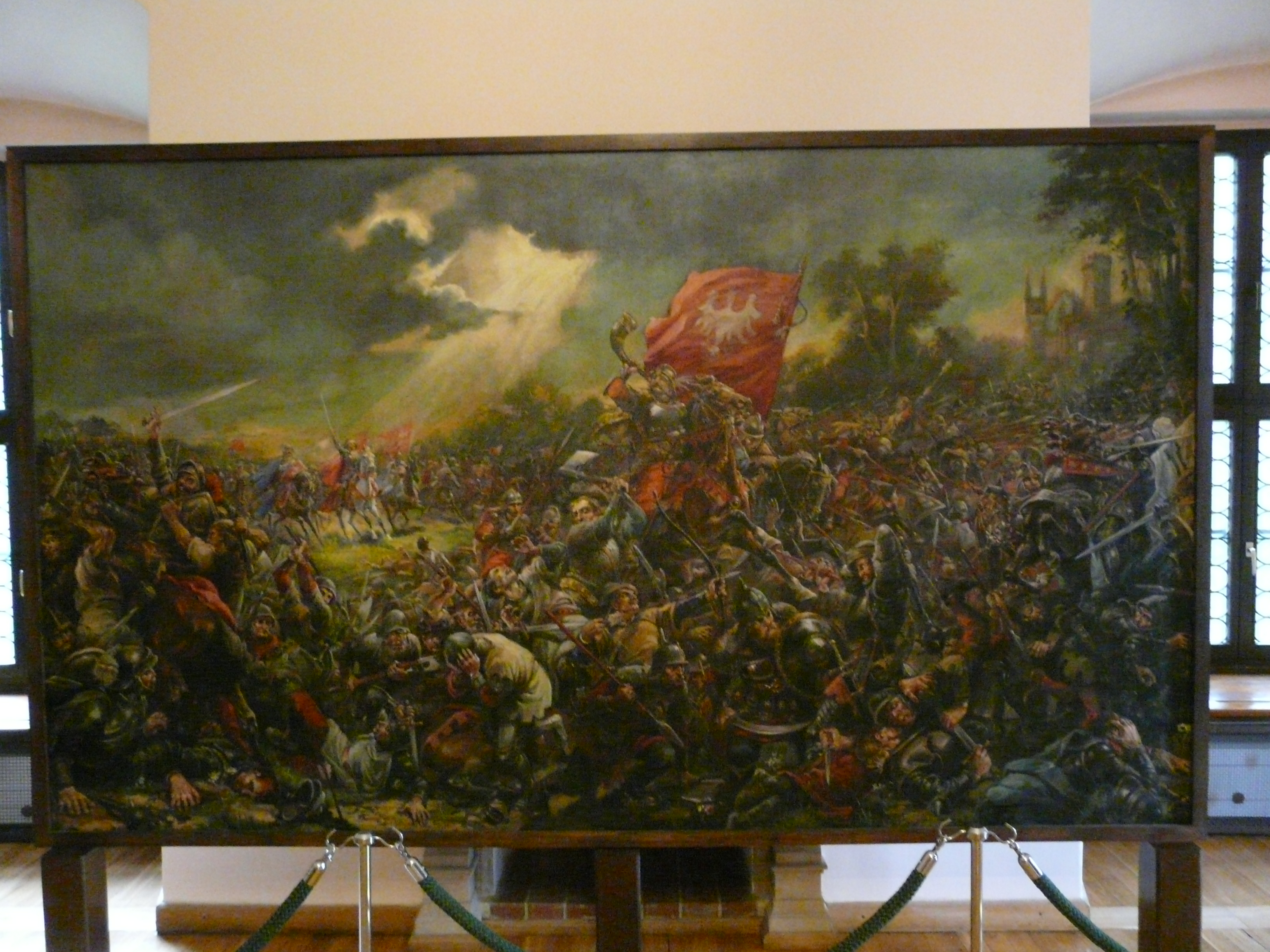
Ян Стика, «Битва під Ґрюнвальдом» (1910)

Пйотр Мадалінський придбав у Яна Длуґоша-батька село Нєдзєльсько (тепер — частина міста Велюнь), з якого він та всі його нащадки звідтоді писалися в документах, а також, сусідню Лискорню. Як нагороду за Ґрюнвальдську битву отримав від короля село Тоженець в Остшешовському повіті. У його користуванні знаходилися королівщини Янкув-Залесьни і Рихнув у Каліському повіті.

## У культурі
Пйотр Медіоланський зображений на панорамі «Битва під Ґрюнвальдом» (1910) художника Яна Стики. Навколо короля (зверху лівіше) зображена його прибічна сторожа з шістдесяти чоловік, озброєних списами. Серед них його племінники Сигізмунд Корибутович, Федір Любартович; далі підканцлер Міколай Тромба, Ян Менжик із Домброви, чеський лицар Ян Жулава (Солава) й Пйотр Медіоланський; всі вони з тривогою спостерігають за найжахливішим пунктом битви, остання і основна частина якої відбувається в центрі картини.